# Гурсі
Гурсі (фр. Gourcy) — місто і міська комуна в Буркіна-Фасо.

## Загальна інформація
Місто Гурсі знаходиться в північній частині країни, на висоті 305 м над рівнем моря . Воно є головним містом розташованої в Північної області провінції Зондома. У міській комуні, що складається з 5 секторів і прилеглих до них 38 селищ, проживає 80 689 осіб (за даними перепису 2006года), в основному це представники народу мосі. Чинний мер - Домінік Уедраого.
Гурсі знаходиться на шосе, що сполучає Уагадугу з територією Малі. Головним заняттям місцевих жителів є сільське господарство. У минулому Гурсі був столицею західноафриканської держави Ятенга.

## Населення
За даними на 2013 рік чисельність населення міста становила 31799 осіб .
Динаміка чисельності населення міста по роках:
| 1985  | 1996   | 2005   | 2006  | 2013  |
| ----- | ------ | ------ | ----- | ----- |
| 14401 | 16 317 | 20 583 | 24240 | 31799 |

## Міста-побратими
Олонн-сюр-Мер, Франція